# Сенат Уругвая
Сенат Уругвая, он же Палата Сенаторов (исп. Cámara de Senadores) — верхняя палата Национальной Ассамблеи Уругвая. Сенат состоит из 30 человек, избираемых по пропорциональной системе на 5 лет. Вице-президент Уругвая является по совместительству председателем Сената. С 13 сентября 2017 года председателем сената является Лусия Тополански.
С 2014 года в Сенате по итогам всеобщих выборов представлены следующие партии: Широкий фронт (16 человек), Национальная партия (10 человек), Партия Колорадо (3 человека), Народная партия (1 человек) и Независимая партия (1 человек).

## Структура
Сенат состоит из 30 человек, которые избираются на всеобщих выборах в едином избирательном округе. Сенаторы обязуются исполнять обязанности, предписанные им Конституцией Уругвая.
Председателем Сената является Вице-президент Республики Уругвай, который имеет право голоса и может голосовать, если не занят исполнением обязанностей Вице-президента. В случае, если вице-президент не может исполнять свои обязанности либо же его должность вакантна, главой Сената и Национальной Ассамблеи становится тот сенатор по списку, который набрал больше всего голосов на выборах (в случае невозможности этим исполнения обязанностей выбирается следующий по списку и так далее). Аналогично выбирается и заместитель председателя Сената.
Сенаторы избираются по пропорциональной интегральной избирательной системе с мандатом на 5 лет. Для избрания сенатор должен быть гражданином Уругвая не моложе 30 лет и проработать не менее 7 лет.